# Jeździectwo na Letnich Igrzyskach Olimpijskich 1920 – ujeżdżenie indywidualne
Ujeżdżenie indywidualne było jedną z konkurencji jeździeckich na Letnich Igrzyskach Olimpijskich 1920. Zawody odbyły się w dniach 7-9 września. W zawodach uczestniczyło 17 zawodników z 5 państw.

## Wyniki
| Miejsce | Zawodnik / Koń                      | Wynik   |
| ------- | ----------------------------------- | ------- |
| 1       | Janne Lundblad / Uno                | 27,9375 |
| 2       | Bertil Sandström / Sabel            | 26,3125 |
| 3       | Hans von Rosen / Running Sister     | 25,1250 |
| 4       | Wilhelm von Essen / Nomeg           | 24,8750 |
| 5       | Hédoin de Maille / Chéri Biribi     | 23,9375 |
| 6       | Michel Artola / Plumard             | 23,4375 |
| 7       | Gaston de Trannoy / Bouton d'Or     | 23,1250 |
| 8       | Jens Falkenberg / Hjördis           | 22,3750 |
| 9       | Jean Esnault-Pelterie / Saint James | 21,8125 |
| 9       | Antoine Boudet / Ambleville         | 21,8125 |
| 11      | Emmanuel de Blommaert / Grizzly     | 20,4375 |
| 12      | Henri Mehu / Callipyge              | 20,1250 |
| 13      | Marcel Blanchard / Lenotre          | 20,0000 |
| 14      | Sloan Doak / Singlen                | 19,3125 |
| 14      | Harry Chamberlin / Harebell         | 19,3125 |
| 14      | John Burke Barry / Chiswell         | 19,3125 |
| DSQ     | Gustaf Adolf Boltenstern / Iron     | 26,1875 |